# Igor Pamić
Igor Pamić (ur. 19 listopada 1969 w Žminju) – chorwacki piłkarz grający na pozycji napastnika.

## Kariera klubowa
Pamić urodził się w małym miasteczku o nazwie Žminj na półwyspie Istria. Największym klubem w okolicy była NK Pula, toteż właśnie tam stawiał swoje pierwsze piłkarskie kroki. Po 2 latach gry w Puli, w której w lidze zaczął grać w 1992 roku, zauważyli go włodarze Dinama Zagrzeb i Pamić powędrował do stolicy Chorwacji. Jednak przez 2 sezony Dinamo nie odnosiło sukcesów, za to Pamić pokazywał swoją skuteczność zdobywając w 2 lata 28 bramek ligowych. Latem 1995 pozbyto się go i Pamić trafił do NK Osijek. Tam spędził jeden sezon, podczas którego w 25 meczach zdobył 17 bramek. Zauważono go we Francji i zaraz latem 1996 roku Pamić przeszedł do FC Sochaux. We Francji szło mu nieźle i w przeciągu całego sezonu zdobył 10 bramek w 29 meczach, a w czerwcu 1997 po raz kolejny zmienił barwy klubowe, tym razem zasilił szeregi niemieckiej Hansy Rostock. Z Hansą podobnie jak z Sochaux nie miał większych sukcesów, gdyż klub z Rostocku przeważnie zawsze w Bundeslidze bronił się przed spadkiem. Przez 1,5 roku pobytu w tym klubie Pamić zdobył 13 bramek w 37 ligowych meczach. W styczniu 1999 zmienił klub i ligę. Podpisał kontrakt z austriackim Grazerem AK. W zespole z Grazu grał do końca swojej kariery, czyli do lata 2001, a przez 2,5 sezonu rozegrał 66 meczów w austriackiej Bundeslidze i zdobył 23 bramki.

## Kariera reprezentacyjna
W reprezentacji Chorwacji Pamić zadebiutował w Osijeku 10 kwietnia 1996 roku w wygranym 4:1 meczu z Węgrami. Zdobył wtedy swoją jedyną bramkę w chorwackiej kadrze. Został dość niespodziewanie powołany do kadry na Euro 96, na których zagrał tylko jeden raz – pierwszą połowę meczu z reprezentacją Portugalii. W kadrze pomimo kilku epizodów nigdy na dłużej nie zaistniał i rozegrał w niej tylko 5 meczów i zdobył 1 bramkę we wspomnianym meczu z Węgrami. Ostatni mecz w kadrze Pamić rozegrał 5 września 1998 roku w przegranym 0:2 meczu z Irlandią w ramach kwalifikacji do Euro 2000.

## Kariera trenerska
Krótko po zakończeniu kariery Pamić został trenerem. Objął trzecioligowy chorwacki klub o nazwie NK Žminj i pracował tam w latach 2002–2003. Wraz z początkiem 2004 roku Pamić został nowym trenerem drugoligowego wówczas klubu NK Pula. Z Pulą odniósł sukces jakim był awans do pierwszej ligi. W Puli pracował jeszcze przez rundę wiosenną sezonu 2005/2006, a wiosną powrócił do Žminja i pracował tam do 2007 roku. Wtedy też został trenerem NK Karlovac. Od 2011 roku jest trenerem Istra 1961.